# Széchenyiho cena
Széchenyiho cena (maďarsky: Széchenyi-díj), pojmenovaná po Istvánu Széchenyiovi, je cena udělovaná v Maďarsku. Nahradila Státní cenu z roku 1990. Uděluje se těm, kteří mimořádně přispěli k akademickému životu v Maďarsku.

## Nositelé
- Alex Szalay – 1991
- Ágnes Hellerová – 1995
- Cseh-Szombathy László, ifj. – 1994
- Eösze László – 2013
- János Kornai – 1994
- Vera T. Sós – 1997
- György Enyedi – 1998
- Miklós Laczkovich – 1998
- Thomas Molnar – 2000
- Gyula O. H. Katona – 2005
- Katalin Keserüová – 2007[1]
- Mihály Simai – 2007
- András Szőllősy – 2007
- László Lovász – 2008
- András Jánossy – 2009
- Mária Augusztinovicsová – 2010
- András Sárközy – 2010
- Mihaly Csikszentmihalyi – 2011
- László Lénárd – 2011
- Lajos Pósa – 2011
- Gábor Stépán – 2011
- Endre Szemerédi (2012)
- György Kéri – 2013
- Telegdy Gyula – 2014
- Mária Schmidtová, Miklós Simonovits –
- Péter Erdő, Miklós Maróth – 2016
- Béla Bollobás – 2017
- Katalin Karikóová – 2021
- András Perczel – 2021